# ARMA-Modell
ARMA-Modelle (ARMA, Akronym für: AutoRegressive-Moving Average, deutsch autoregressiver gleitender Durchschnitt, oder autoregressiver gleitender Mittelwert) bzw. autoregressive Modelle der gleitenden Mittel und deren Erweiterungen (ARMAX-Modelle und ARIMA-Modelle) sind lineare, zeitdiskrete Modelle für stochastische Prozesse. Sie werden zur statistischen Analyse von Zeitreihen besonders in den Wirtschafts-, Sozial- und Ingenieurwissenschaften eingesetzt. Die Spezifikation, Schätzung, Validierung und praktische Anwendung von ARMA-Modellen werden im Box-Jenkins-Ansatz behandelt. Als wichtigste Anwendung gilt die kurzfristige Vorhersage. Diese Modelle haben die Form von linearen Differenzengleichungen und dienen dazu, lineare stochastische Prozesse abzubilden bzw. komplexere Prozesse zu approximieren.

## Mathematische Darstellung
Fließen in ein ARMA-Modell sowohl vergangene Rauschterme als auch vergangene Werte der Zeitreihe selbst ein, spricht man auch von einem gemischten ARMA-Modell. Sind es nur aktuelle und vergangene Rauschterme, handelt es sich um ein (reines) Moving-Average- oder MA-Modell. Wenn neben dem aktuellen Rauschterm nur vergangene Werte der Zeitreihe selbst einfließen, handelt es sich um ein (reines) autoregressives oder AR-Modell.

### Moving-Average- oder MA-Modell
{\displaystyle y_{t}=c+\varepsilon _{t}+\sum _{j=1}^{q}b_{j}\varepsilon _{t-j}}
Das zu modellierende Signal {\displaystyle y_{t}} ist durch ein gewichtetes, gleitendes Mittel (Moving Average) von Rauschtermen {\displaystyle \varepsilon _{t-j},j=1,...,q,} in der aktuellen und den {\displaystyle q} Vorperioden sowie einer Konstanten {\displaystyle c} gegeben. Die sogenannten MA-Koeffizienten {\displaystyle b_{j},j=1,\ldots ,q,} geben an, mit welchem Gewicht der Rauschterm in das Signal einfließt.
Bezüglich der Rauschterme {\displaystyle \varepsilon _{t}} wird angenommen, dass sie zeitlich voneinander unabhängig und identisch (meist Gauß-)verteilt sind, mit Erwartungswert 0 und der Varianz {\displaystyle 0<\sigma ^{2}<\infty }.

### Autoregressives oder AR-Modell
{\displaystyle y_{t}=c+\varepsilon _{t}+\sum _{i=1}^{p}a_{i}y_{t-i}}
Das Signal setzt sich aus einer Konstanten, einem Rauschterm und einem gewichteten, gleitenden Mittel der {\displaystyle p} vorhergehenden Signalwerte zusammen, wobei die AR-Koeffizienten {\displaystyle a_{i},i=1,\ldots ,p,} die Gewichte sind.

### ARMA-Modell
{\displaystyle y_{t}=c+\varepsilon _{t}+\sum _{i=1}^{p}a_{i}y_{t-i}+\sum _{j=1}^{q}b_{j}\varepsilon _{t-j}}
Dieses Modell wird auch als ARMA(p, q)-Modell bezeichnet, wobei p und q, jeweils die autoregressive und die Moving-Average-Ordnung des Prozesses angeben. Reine AR(p)- bzw. MA(q)-Modelle sind also spezielle ARMA-Modelle mit q=0 bzw. p=0.
Mit Hilfe des sogenannten Verschiebungs- oder Lag-Operators {\displaystyle L} (von lag, „Zeitverschiebung“)
{\displaystyle L^{d}x_{t}=x_{t-d}}
schreibt man kürzer auch
{\displaystyle a(L)y_{t}=c+b(L)\varepsilon _{t}}
wobei {\displaystyle a(\cdot )} und {\displaystyle b(\cdot )} jeweils Polynome (der Grade p und q) sind
{\displaystyle a(x)=1-a_{1}x-\cdots -a_{p}x^{p}},
{\displaystyle b(x)=1+b_{1}x+\cdots +b_{q}x^{q}}.

### Alternative Darstellungen

#### Reine MA-Darstellung
Haben {\displaystyle a} und  {\displaystyle b} keine gemeinsamen Nullstellen, so kann man einen ARMA-Prozess genau dann als einen MA({\displaystyle \infty })-Prozesses auszudrücken, wenn  {\displaystyle |z|>1} für alle Nullstellen {\displaystyle z\in \mathbb {C} } von {\displaystyle a}. Das heißt, unter diesen Voraussetzungen hat der Prozess eine Darstellung der Form
{\displaystyle y_{t}={\frac {c}{a(L)}}+{\frac {b(L)}{a(L)}}\varepsilon _{t}=\mu +\sum _{j=0}^{\infty }c_{j}\varepsilon _{t-j}}
wobei der Erwartungswert von {\displaystyle y_{t}} durch {\displaystyle \mu =c/a(L)} und die Koeffizienten der reinen MA-Darstellung {\displaystyle c_{j}} durch das Polynom {\displaystyle c(L)=b(L)/a(L)} gegeben sind.

#### Reine AR-Darstellung
Analog zur reinen MA-Darstellung ist die reine AR-Darstellung. Sie erfordert, dass der Prozess invertierbar ist, also die Nullstellen des MA-Polynoms {\displaystyle b(L)} größer eins sind. Dann gilt
{\displaystyle d(L)y_{t}={\frac {a(L)}{b(L)}}y_{t}={\frac {c}{b(L)}}+\varepsilon _{t}}
bzw.
{\displaystyle y_{t}=\nu +\varepsilon _{t}+\sum _{j=1}^{\infty }d_{j}y_{t-j}}

## Spezialfälle

### Weißes Rauschen
Einen ARMA(0,0)-Prozess {\displaystyle y_{t}=c+\varepsilon _{t}}, wobei es sich bei {\displaystyle y_{t}} um den Rauschterm (möglicherweise plus einer Konstanten) handelt, nennt man Weißes Rauschen.

### Random Walk
Ein Random Walk ist ein AR-Prozess erster Ordnung (p=1), bei dem der AR-Koeffizient den Wert 1 hat, also
{\displaystyle y_{t}=c+y_{t-1}+\varepsilon _{t}}
Gilt für die Konstante {\displaystyle c\neq 0}, dann spricht man auch von einem Random Walk mit Drift, andernfalls von einem Random Walk ohne Drift. Ein Random Walk ist stets integriert von der Ordnung 1.

## Modellierung
Die ARMA-Modellierung folgt in der Praxis meist der Box-Jenkins-Methode, die aus den Schritten Modellidentifikation, -schätzung, -validierung und -anwendung besteht.

### Identifikation
Ziel der Identifikation ist es, die ARMA-Spezifikationsparameter d, p und q zu bestimmen. Zur Bestimmung von d, der notwendigen Differenzenordnung, können Einheitswurzeltests verwendet werden. Für die ARMA-Ordnungen p und q werden häufig die Autokorrelationsfunktion (AKF) und die partielle Autokorrelationsfunktion herangezogen sowie Kriterien zur Modellselektion, wie das Akaike-Informationskriterium oder das bayessche Informationskriterium.

### Schätzung
Die Schätzung der Modellparameter erfolgt meist durch Maximum-Likelihood-Schätzung oder Kleinste-Quadrate-Schätzung. Im Fall von reinen AR-Modellen ist der Kleinste-Quadrate-Schätzer ein linearer Schätzer; ansonsten ist eine nichtlineare Kleinste-Quadrate-Schätzung erforderlich.

### Validierung
Um die Geeignetheit eines geschätzten Modells zu beurteilen, können verschiedene Kriterien herangezogen werden. In der Regel wird geprüft, ob die Residuen, also die geschätzten {\displaystyle \varepsilon _{t}} unkorreliert sind und sich wie weißes Rauschen verhalten. Darüber hinaus kann auch die Prognosegüte evaluiert werden. Erscheint ein Modell nicht adäquat, kann ein erneutes Durchlaufen des Identifikations- und Schätzschrittes ggf. Abhilfe schaffen.

### Anwendung
Nach erfolgreicher Validierung kann die Modellanwendung betrieben werden. Häufig ist das die Kurzfristprognose. Eine Einschritt-Prognose erhält man zum Beispiel, indem man die Differenzengleichung des geschätzten ARMA-Modells eine Periode in die Zukunft schiebt und den bedingten Erwartungswert berechnet. Für Mehrschritt-Prognosen kann dies rekursiv wiederholt werden.

## Erweiterungen
ARMA-Modelle werden in Anwendungen typischerweise als Modelle für stationäre stochastische Prozesse und von diesen erzeugten Zeitreihen verwendet. Verschiedene Erweiterungen dienen der Modellierung nicht-stationärer stochastischer Prozesse oder multivariater stochastischer Prozesse. Stationarität bedeutet in diesem Zusammenhang, dass Erwartungswert und Varianz zeitunabhängig sind.

### ARIMA-Modell
Bei nicht-stationären Zeitreihen kann unter Umständen durch Differenzenbildung Stationarität induziert werden. Die erste Differenz von {\displaystyle y_{t}} ist durch {\displaystyle \Delta y_{t}=y_{t}-y_{t-1}} definiert, wobei {\displaystyle \Delta =1-L} der sogenannte Differenzen-Operator ist. Modelliert man nicht {\displaystyle y_{t}}, sondern die d-te Differenz {\displaystyle \Delta ^{d}y_{t}} als ARMA(p, q)-Modell, dann spricht man von einem integrierten ARMA-Modell der Ordnungen p, d, und q, oder kurz: einem ARIMA(p,d,q)-Modell. Werte für die ursprüngliche, undifferenzierte Zeitreihe erhält man durch d-faches Integrieren („Anti-Differenzenbildung“) von {\displaystyle \Delta ^{d}y_{t}}.

### ARMAX-Modell
Werden eine oder mehrere exogene Variablen benötigt, um die Zeitreihe {\displaystyle y_{t}} zu modellieren, dann spricht man von einem ARMAX-Modell. Im Falle einer exogenen Variable {\displaystyle x_{t}} gilt dann:
{\displaystyle a(L)y_{t}=c+b(L)\varepsilon _{t}+e(L)x_{t}}
wobei das Polynom {\displaystyle e(L)} die Lag-Struktur beschreibt, mit der die exogene Variable {\displaystyle x_{t}} die zu erklärende Variable {\displaystyle y_{t}} beeinflusst.

### Saisonale ARMA- und ARIMA-Modelle
In Wirtschafts- aber auch anderen Zeitreihen treten häufig saisonale Effekte auf. Beispiele sind monatliche Arbeitslosenzahlen, quartalsweise Einzelhandelsumsätze etc. Um diese zu berücksichtigen, können zusätzlich saisonale AR- bzw. MA-Komponenten spezifiziert werden. Liegen Daten mit einer saisonalen Spanne {\displaystyle s} (z. B. {\displaystyle s=12} für Monatsdaten und {\displaystyle s=4} für Quartalsdaten)  vor, dann hat das saisonale ARMA-Modell die Form
{\displaystyle a_{S}(L^{s})a(L)y_{t}=c+b_{S}(L^{s})b(L)\varepsilon _{t}}
wobei
{\displaystyle a_{S}(L^{s})=1-a_{S,1}L^{s}-\cdots -a_{S,P}L^{Ps}}
das saisonale AR-Polynom der Ordnung {\displaystyle P} ist und
{\displaystyle b_{S}(L^{s})=b_{S,0}+b_{S,1}L^{s}+\cdots +b_{S,Q}L^{Qs}}
das saisonale MA-Polynom der Ordnung {\displaystyle Q}.
In Kurzform: {\displaystyle {\text{ARMA}}(p,q){\text{x}}(P,Q,s)}.
Die Kombination von ARIMA-Modellen mit saisonalen Modellen führt zu SARIMA-Modellen.

### VARMA-Modell
VARMA-Modelle sind eine mehrdimensionale Verallgemeinerung der ARMA-Modelle.  VAR-Modelle sind lineare, zeitdiskrete Modelle für stochastische Prozesse mit {\displaystyle N} endogenen Variablen: Jede Variable hängt von {\displaystyle p} vorhergehenden Signalwerte zusammen ab. VMA-Modelle sind die Verallgemeinerung von MA-Modellen und sie sind nützlich für Impuls-Antwort-Funktion-Analyse. Ein VAR-Modell (Ordnung {\displaystyle p}) ist
{\displaystyle {\vec {y}}_{t}={\vec {c}}+{\vec {u}}_{t}+\sum _{i=1}^{p}A_{i}{\vec {y}}_{t-i}}
mit {\displaystyle {\vec {c}}} als einem konstanten Vektor, {\displaystyle {\vec {u}}_{t}} als einem Vektor aus weißem Rauschen und {\displaystyle A_{1},A_{2},\dotsc ,A_{p}} als {\displaystyle (N\times N)}-Matrizen.
Die Erweiterung eines ARMA-Modells durch beobachtbare exogene Variablen führt zu VARMAX-Modellen.